# Ih, det var dog den stiveste
Ih, det var dog den stiveste (originaltitel: Kyrkoherden) er en svensk komediefilm fra 1970 instrueret af Torgny Wickman. Filmen havde premiere den 30. marts 1970.

## Handling
En heks brændes på bålet. Mange år efter er hendes datter blevet voksen og hun lægger en forbandelse på byens præst, som er efterkommer af den præst, der dømte hendes mor. Året er 1812 og stort set alle byens mænd er i krig. Da forbandelsen betyder at præsten har konstant rejsning, er gode råd dyre. For at hjælpe præsten og får at få sex, tilbyder en del af byens kvinder at hjælpe præsten med sit problem.

## Medvirkende (i udvalg)
- Jarl Borssén som præsten
- Margit Carlqvist som Sybill
- Magali Noël som grevinde
- John Elfström som kirkebetjent
- Dirch Passer som Bartholomeus
- Håkan Westergren som biskop
- Åke Fridell som Hr. Paular
- Lissi Alandh som Fru Paular
- Anne Grete Nissen som heksen Barbro
- Kim Anderzon som Agneta
- Cornelis Vreeswijk som trubadur
- Tor Isedal som mand med skæv paryk